# 松田良吉

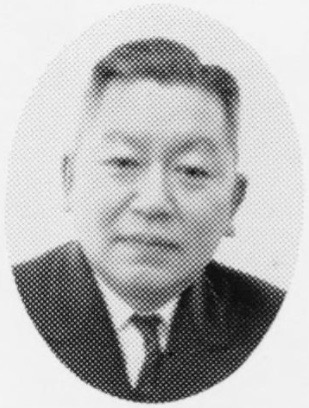
松田良吉

松田 良吉（まつだ りょうきち、1913年（大正2年）11月5日 - 2000年3月3日）は、日本の政治家。元東京都杉並区長。

## 来歴・人物
宮城県生まれ。1953年杉並区教育委員会社会教育課長、経理課長、総務課長、1963年収入役、1968年助役などを歴任。
1983年4月24日に行われた杉並区長選挙に自民党・公明党・民社党・新自由クラブの推薦を得て立候補。社会党・共産党推薦の藤井真人、細木数子の弟の細木久慶の2候補を破り初当選した。1995年まで区長。2000年3月3日21時10分、腎不全のため86歳で逝去。